# Brochon
Brochon település Franciaországban, Côte-d’Or megyében. Lakosainak száma 662 fő (2022. január 1.). Brochon Fixin, Chambœuf, Fénay, Gevrey-Chambertin és Valforêt községekkel határos.

## Népesség
A település népességének változása:
| Lakosok száma | 550  | 609  | 591  | 659  | 678  | 684  | 645  | 652  | 660  | 662  |
|               | 1968 | 1982 | 1990 | 2006 | 2013 | 2015 | 2017 | 2019 | 2020 | 2022 |